# Copa del Mundo de Ciclismo de 1995
La Copa del Mundo de Ciclismo en el año 1995 tuvo los siguientes resultados:

## Calendario
| Prueba                      | Fecha         | Vencedor            | Equipo del vencedor     |
| --------------------------- | ------------- | ------------------- | ----------------------- |
| Milán-San Remo              | 18 de marzo   | Laurent Jalabert    | ONCE                    |
| Tour de Flandes             | 2 de abril    | Johan Museeuw       | Mapei-GB                |
| París-Roubaix               | 9 de abril    | Franco Ballerini    | Mapei-GB                |
| Lieja-Bastoña-Lieja         | 16 de abril   | Mauro Gianetti      | Polti-Granarolo-Santini |
| Amstel Gold Race            | 22 de abril   | Mauro Gianetti      | Polti-Granarolo-Santini |
| Gran Premio de Frankfurt    | 1 de mayo     | Francesco Frattini  | Gewiss-Ballan           |
| Leeds International Classic | 6 de agosto   | Maximilian Sciandri | MG Maglificio-Technogym |
| Clásica de San Sebastián    | 12 de agosto  | Lance Armstrong     | Motorola                |
| G. P. de Suiza              | 20 de agosto  | Johan Museeuw       | Mapei-GB                |
| París-Tours                 | 15 de octubre | Nicola Minali       | Gewiss-Ballan           |
| Giro de Lombardía           | 21 de octubre | Gianni Faresin      | Lampre-Ceramica Panaria |

## Clasificación
| Pos | Corredor            | País                    | Puntos |
| --- | ------------------- | ----------------------- | ------ |
|     | Johan Museeuw       | Mapei-GB                | 199    |
| 2   | Andréi Chmil        | Silence-Lotto           | 114    |
| 3   | Mauro Gianetti      | Polti-Granarolo-Santini | 106    |
| 4   | Michele Bartoli     | Mercatone Uno-Juvenes   | 100    |
| 5   | Fabio Baldato       | MG Maglificio-Technogym | 91     |
| 6   | Gianni Bugno        | MG Maglificio-Technogym | 88     |
| 7   | Maurizio Fondriest  | Lampre-Ceramica Panaria | 87     |
| 8   | Maximilian Sciandri | MG Maglificio-Technogym | 79     |
| 9   | Lance Armstrong     | Motorola                | 74     |
| 10  | Stefano Zanini      | Gewiss-Ballan           | 65     |

## Clasificación por equipos
| Pos | Equipo                  | Puntos |
| --- | ----------------------- | ------ |
| 1   | Mapei-GB                | 98     |
| 2   | MG Maglificio-Technogym | 97     |
| 3   | Gewiss-Ballan           | 50     |